# Дриз Овсій Овсійович
Овсі́й Овсі́йович Дріз (Дриз; Ієхошуа) (* 16 (29) травня 1908, містечко Красне Подільської губернії, нині с. Красне, Тиврівського району Вінницької області — † 27 лютого 1971, Москва) — єврейський поет, творив на їдиш, член Спілки письменників СРСР.

## Біографія
Шике Дріз народився 16 (29) травня 1908 року в містечку Красне Подільської губернії в сім'ї ремісника.
Його батько, Шика (Овсій), майже відразу після весілля поїхав до Америки на заробітки, помер в дорозі. Мати, Серафима незабаром вдруге виходить заміж. Дитинство майбутнього поета пройшло в будинку діда, який був лудильником .
Овсій дістав традиційну єврейську освіту, навчався в єврейській школі, а в 1922 році їде до Києва та починає працювати на заводі «Арсенал». Одночасно навчається в Київському художньому училищі при Київському інституті мистецтв. Мріяв стати скульптором. Змалечку займався ліпленням, малював.
Наприкінці 20-х років починає друкуватися в літературних часописах, а вже в 30-х роках виходять перші поетичні збірки. Дріза помічають.
В довоєнному часі вийшли друком його твори:
- 1930 — «Ліхтіке вор» («Світле буття»),
- 1934 — «Штоленер койєх» («Сталева міць»).

У 1934 р. йде добровольцем до Червоної армії.
У 1939—1941 роках під час служби в прикордонних військах на Західній Україні допомагав в облаштуванні життя євреям-біженцям з окупованої фашистами Польщі.
З 1941 по 1945 роки провів на фронті. Був військовим кореспондентом. Служив офіцером у прикордонних військах до 1947 року.
З 1934 по 1959 рр. поезія Дріза не видавалась.
По війні його вірші не були потрібні. Почався складний період в історії єврейської літератури: убито Міхоелса, закрито єврейські школи, зліквідовано Єврейський антифашистський комітет, припинило свою діяльність видавництво «Дер Емес» («Правда»).
Після демобілізації Дріз жив в Москві. Працював маляром, ліпильником, обробляв мармур, намагаючись заробити на прожиття. У цей час у майстернях Художнього фонду СРСР познайомився з Генріхом Сапгіром, котрий згодом переклав більшість його віршів на російську мову.
Дріза після смерті Сталіна намагалися виключити зі Спілки письменників як «баласт» — що означало «літературну смерть». 24 березня 1953 року він був згаданий у записці на ім'я М. С. Хрущова «Про заходи секретаріату Спілки Радянських письменників із звільнення письменницької організації від баласту» (рос. «О мерах секретариата Союза Советских писателей по освобождению писательских организаций от балласта»).
|  | Після ліквідації [єврейського] об’єднання і припинення видання книг єврейською мовою тільки 4 з 22 єврейських письменників, що входили до цього об’єднання, продовжили літературну роботу і епізодично друкуються російською мовою. Інші є баластом Московської організації Спілки письменників. Серед них є окремі особи, які взагалі змінили свою професію (наприклад, Овсій Дріз, уже кілька років працює гранувальником в одній будівельній організації).Оригінальний текст (рос.) После ликвидации [еврейского] объединения и прекращения изданий на еврейском языке только 4 из 22 еврейских писателей, входивших ранее в это объединение, занялись литературной работой и эпизодически выступают в печати на русском языке. Остальные являются балластом в Московской организации Союза писателей. Среди них есть отдельные лица, вообще изменившие свою профессию (например, Овсей Дриз, уже несколько лет работающий гранильщиком в одной из строительных организаций). |

Проте на зібранні письменників Овсія Дріза захистив Олександр Фадєєв.
У другій половині 50-х років, коли відбувається відродження радянської єврейської літератури, знову починають видаватися оригінальні та перекладні твори, Дріз займається пошуками того, хто зможе перекласти його поезію російською.
У 1959 році виходить перша збірка дитячих віршів «Веселий пекар» (рос. «Веселый пекарь») у перекладі Тетяни Спендіарової та з передмовою Лева Кассіля числом 35 тисяч примірників.
60-70 — ті рр. стали для Овсія Дріза вершиною його визнання. За мотивами його творів створювали мультфільми, театри показували дитячу виставу «Срібна кузня», його вірші були покладені на музику М. Полянським, Р. Кофманом, Г.Гладковим, А. Сухановим, Л. Ямпольським, Є.Біаташевим, Р. Боярською та іншими. Пісні Бориса Савельєва на вірші О.Дріза звучали в програмі «Радіоняня».
У ці роки виходять збірки російською мовою:
- 1960 — «Ковток води» (рос. «Глоток воды»). Тираж — 300 тис. примірників,
- 1961 — «Вершина літа» (рос. «Вершина лета»),
- 1963 — «Зелені кравці» (рос. «Зеленые портные»),
- 1966 — «Дерево приїхало» (рос. «Дерево приехало»),
- 1968 — «Різнокольоровий хлопчик» (рос. «Разноцветный мальчик»).

Ці та інші дитячі вірші згодом увійшли до третьої збірки на їдиші «Ді ферте струне» («Четверта струна»,1969) та четвертої посмертної «Гарбет» («Осінь», 1978).
Книжки в 1960—1970 роках друкувалися мільйонними накладами мовами народів тодішнього СРСР.
Овсій у розмові з троюрідним братом Яковом з гіркотою завважував, що його твори виходили у перекладах багатьома мовами, окрім української, хоча більшість життя його пов'язана саме з Україною.
Помер Овсій Дріз 27 лютого 1971 р. від третього інфаркту. Під час розтину було виявлено, що ще три він переніс на ногах.
Похований у Москві на Востряковському кладовищі.

## Сім'я
- Дружина — Іонова Лідія Сергіївна
- Син

## Спогади сучасників
«Часом мені здається, що прізвище Дріз — це абревіатура, тобто слово, складене з початкових літер таких слів як Дитинство, Радощі і Здоров'я чи Доброта, Робота і Знання.»
— Лев Озеров

«…Сива небагатослівна людина, яка уважно слухає співрозмовника. Обличчя його не забудеш: глибоке, добре, трохи сумні очі, грубо виліплені надбрів'я, лоб мудреця… Таким я запам'ятав Овсія Дріза, дивовижного поета і казкаря.»Оригінальний текст (рос.)
…Седой немногословный человек внимательно слушает собеседника. Лицо его не забудешь: глубокие, добрые, чуть печальные глаза, крупно вылепленные надбровья, лоб мудреца… Таким я запомнил Овсея Дриза, удивительного поэта и сказочника.
— Яків Акім

«Вітя (Пивоваров) запитав у Дріза, чи має він своїх богів у поезії. — Так, маю, — відповів Овсій Овсійович, — їх три. Франсуа Війон, Роберт Бернс, мені особливо близький, і один єврейський поет, що живе в Америці, Гальперін, надзвичайно дивовижний поет, якого тут в Росії ніхто не знає.»Оригінальний текст (рос.)
Витя (Пивоваров) спросил Дриза, есть ли у него свои боги в поэзии. — Да, есть, — ответил Овсей Овсеич, — их три. Франсуа Вийон, Роберт Бёрнс, мне особенно близкий, и один еврейский поэт, живущий в Америке, Гальперин, совершенно изумительный поэт, которого тут в России никто не знает.
— Віктор Пивоваров

«Я часто зустрічав його в поношеній кепці, строкатій одежі, наче навмисно розмальованій художником-авангардистом.»Оригінальний текст (рос.)
Я частенько встречал его… в драной кепке, в пестрой одежде, словно нарочито размалеванной художником-авангардистом.
— Михайло Матусовський

«Вийшла невисока людина з шапкою сивого волосся, вугляно-чорними бровами і напруженим ротом… Почав читати… Точніше — співати… Точніше — це було щось схоже на мелодекламацію, але цілком природну, без тіні нарочитості чи штучності. Враження були величезними… Більш за все зачаровувало поєднання мудрості та наївності, відкритості та замкненості.»Оригінальний текст (рос.)
Вышел невысокий человек с шапкой седых волос, угольно¬-черными бровями и напряженным ртом… Начал читать… Точнее — петь… Точнее — это было что-то вроде мелодекламации, но абсолютно естественной, без тени нарочитости или какой-то искусственности. Впечатление было огромное… Больше всего очаровывало сочетание мудрости и наивности, открытости и замкнутости.
— Давид Шраєр-Петров

«Овсій Дріз має рідкісного й прекрасного дара: все, до чого він доторкається, — стає поезією. Поетичному сприйняттю світу він навчає і свого читача, весело і невимушено демонструючи, скільки чарівного, незвичайного, прекрасного є в найбуденніших, на перший погляд, подіях і предметах.»Оригінальний текст (рос.)
У Овсея Дриза есть редкий и прекрасный дар: все, к чему он прикасается, — становится поэзией. Поэтическому восприятию мира он учит и своего читателя, весело и непринужденно демонстрируя, сколько волшебного, необычного, прекрасного есть в самых обыденных, на первый взгляд, событиях и предметах.
— Г. Нуйкіна

«Під час першого знайомства з О.Дрізом мимоволі дивуєшся тому, як дивовижно пронизано поезією все навколо цієї людини. Поезією наповнені його книги, кімната, його розповіді про себе, про своє дитинство. І ці розповіді багато чого пояснюють у його творчості.»Оригінальний текст (рос.)
При первом же знакомстве с О.Дризом невольно поражаешься тому, как удивительно пронизано поэзией все вокруг этого человека. Поэзией полны его книги, комната, его рассказы о себе, о своем детстве. И эти рассказы многое объясняют в его творчестве.
— Г. Петрова

## Особливості творчості
Єврейські вірші та доля єврейського поета Овсія Дріза… продемонстрували неочікувану плідність взаємодії єврейської літератури та світового авангарду."

Свою поезію Дріз не ділив на дитячу та дорослу. Його вірші веселі й розумні. Тому його твори можуть і повертати в дитинство, і зображати картини реального дорослого світу. Поет прагнув природності та доречності думок, які вкладав у свою поезію.
Дитячі враження знайшли яскраве відображення у всій творчості письменника — в темах, образах, мотивах, мові. Через всю творчість проходять образи мами («Біжи до мами» — рос. «Беги к маме», «Пісня матері» — рос. «Песня матери»), діда («Повітряна кулька» — рос. «Воздушный шарик», «Дідусева карета» — рос. «Дедушкина карета»), казки («Новорічна казка» — рос. «Новогодняя сказка», «От так казка, от історія»), гри («Хованки» — рос. «Прятки»), колискової ("Колискова моїм черевикам, «Колискова самому собі», «Колискова Бабиному Яру», «Колискова», «Зелена карета»).
На думку Лева Озерова:

«Оберігаючи мрію й казку, він (Овсій Дріз) оберігав дитинство від плюндрування, від черствого й брутального слова, від окрику. Його слово ніжно, обережно доторкалося душі людини, яка тільки-но розпочинала свій життєвий шлях.»

Улюбленим героєм Дріза та його маленьких читачів є хлопчик Еник-Беник (на їдиші «екнікл» — онук, а «Беник» — пестливе від Беньямін, чи від «бен» — син). Він з'явився у творах поета з відомої дитячої лічилочки «Еники-беники». Дріз вважав, що вона бере свій початок з єврейського фольклору.
Поезії О.Дріза притаманні образи-протиставлення: світло — темрява, добро- зло, казка — ява, гра — дійсність, дитинство — старість, життя — смерть, які, інколи знаходячись на різних полюсах, а інколи об'єднуючись, допомагали поетові влучно передати задумане на папері.
Категорії життя — смерть, гра — реальність у повній мірі знайшли своє відображення у вірші «Хованки»(рос. «Прятки»). Кумедна, пустотлива гра у Дріза перетворюється на фантастичну довжиною у життя. У дитячій забаві поєдналися початок — кінець, дитинство — старість, весна — зима, білий сніг — зелене листя. Поезія наштовхує на роздуми про людську неуважність і байдужість.
Лейтмотивом віршів О. Дріза є образ світла («Скрипковий майстер», «Тік-так», «Чай із зірками» та інші).
Народна мудрість та дотепність єврейського народу відобразилася у творах поета про мудреців з Хелому («Хеломські мудреці» — рос. «Хеломские мудрецы»), адже вже багато століть вислів «хелмер хохем» — «мудрець з Хелома» використовується для висміювання пихатих дурнів.
Багато уваги в творчості Дріза приділяється і темі війни, страждань єврейського народу («Що таке війна?» — рос. «Что такое война?», «Цегляний букет» — рос. «Кирпичный букет», «Високе дерево, красиве дерево, могутнє дерево», «Від покоління до покоління», «Колискова Бабиному Яру»).
Перекладами Поезії О.Дріза на російську мову займалися — Т. Спендіарова, Г. Сапгір, Б. Слуцький, Ю. Моріц, Б. Заходер, Р. Сеф, Г. Циферов.
Українською деякі вірші переклав А.Кацнельсон. В 2006 р. вийшла книга українських переспівів єврейських віршів Овсія Дріза та оповідок за їх мотивами «Казкове місто Дріздзень» Г. Усача; у 2006 р. — книжка «Четверта струна», а у 2010 р. — «Скрипковий майстер» у перекладі Валерії Богуславської.